# 21a etapa del Tour de França 2008
La 21a etapa del Tour de França 2008 es va córrer el diumenge 27 de juliol, entre Étampes i els Camps Elisis de París, amb un recorregut de 143 quilòmetres; va ser la darrera de les etapes d'aquesta edició de la cursa francesa.

## Perfil de l'etapa
La 21a etapa del Tour de França 2008 conduïa els ciclistes supervivents entre les ciutats d'Étampes, al departament d'Essonne i els Camps Elisis de París. El recorregut també passava pels departaments d'Yvelines, on es troben les dues dificultats muntanyoses del dia, la Cota de Saint-Rémy-les-Chevreuse (km 48, 4a categoria) i la Cota de Châteaufort (km 51,5, 4a categoria); Alts del Sena i París. Un cop a París els ciclistes havien de fer 9 voltes a un recorregut urbà per la zona dels Camps Elisis. En dues d'aquestes voltes es disputaren els darrers esprints intermedis del Tour 2008.

## Desenvolupament de l'etapa

### Esprints intermedis
- 1r esprint intermedi. Camps Elisis (km 99)

| 1r | José Iván Gutiérrez | 6 pts |
| 2n | Xavier Florencio    | 4 pts |
| 3r | Joost Posthuma      | 2 pts |

- 2n esprint intermedi. Camps Elisis (km 118,5)

| 1r | Carlos Barredo   | 6 pts |
| 2n | Nicolas Vogondy  | 4 pts |
| 3r | Volodímir Hústov | 2 pts |

### Ports de muntanya
- Cota de Saint-Rémy-les-Chevreuse. 4a categoria (km 48)

| 1r | Bernhard Kohl  | 3 pts |
| 2n | Gert Steegmans | 2 pts |
| 3r | Bernhard Eisel | 1 pt  |

- Cota de Châteaufort. 4a categoria (km 51,5)

| 1r | Freddy Bichot  | 3 pts |
| 2n | Sebastian Lang | 2 pts |
| 3r | Marco Marzano  | 1 pt  |

## Classificació de l'etapa
| Pos. | Ciclista          | Equip            | Temps      |
| ---- | ----------------- | ---------------- | ---------- |
| 1.   | Gert Steegmans    | Quick Step       | 3h 51' 38" |
| 2.   | Gerald Ciolek     | Columbia         | m. t.      |
| 3.   | Óscar Freire      | Rabobank ProTeam | m. t.      |
| 4.   | Robbie McEwen     | Silence-Lotto    | m. t.      |
| 5.   | Thor Hushovd      | Crédit Agricole  | m. t.      |
| 6.   | Julian Dean       | Garmin Chipotle  | m. t.      |
| 7.   | Stefan Schumacher | Gerolsteiner     | m. t.      |
| 8.   | Robert Förster    | Gerolsteiner     | m. t.      |
| 9.   | Leonardo Duque    | Cofidis          | m. t.      |
| 10.  | Robert Hunter     | Barloworld       | m. t.      |

## Classificació general
| Pos. | Ciclista              | Equip             | Temps       |
| ---- | --------------------- | ----------------- | ----------- |
| 1.   | Carlos Sastre         | CSC-Saxo Bank     | 87h 52' 52" |
| 2.   | Cadel Evans           | Silence-Lotto     | + 58"       |
| 3.   | Bernhard Kohl         | Gerolsteiner      | + 01' 13"   |
| 4.   | Denís Ménxov          | Rabobank ProTeam  | + 02' 10"   |
| 5    | Christian Vande Velde | Garmin Chipotle   | + 03' 05"   |
| 6.   | Fränk Schleck         | CSC-Saxo Bank     | + 04' 28"   |
| 7.   | Samuel Sánchez        | Euskaltel-Euskadi | + 06' 25"   |
| 8.   | Kim Kirchen           | Columbia          | + 06' 55"   |
| 9.   | Alejandro Valverde    | Caisse d'Epargne  | + 07' 12"   |
| 10.  | Tadej Valjavec        | AG2R Prévoyance   | + 09' 05"   |

## Classificacions annexes

### Classificació per punts
| Classificació per punts | Total   |
| ----------------------- | ------- |
| Óscar Freire            | 270 pts |
| Erik Zabel              | 220 pts |
| Thor Hushovd            | 217 pts |

### Classificació de la muntanya
| Classificació de la muntanya | Total   |
| ---------------------------- | ------- |
| Bernhard Kohl                | 128 pts |
| Carlos Sastre                | 80 pts  |
| Fränk Schleck                | 80 pts  |

### Classificació del millor jove
| Classificació del millor jove | Total       |
| ----------------------------- | ----------- |
| Andy Schleck                  | 88h 04' 24" |
| Roman Kreuziger               | + 1' 17"    |
| Vincenzo Nibali               | + 17' 01"   |

### Classificació per equips
| Classificació per equips | Total         |
| ------------------------ | ------------- |
| CSC-Saxo Bank            | 263h 29' 57"  |
| AG2R Prévoyance          | + 15' 35"     |
| Rabobank ProTeam         | + 1 h 05' 26" |

### Combativitat
Nicolas Vogondy (Agritubel)

## Abandonaments
No n'hi hagué.